# Gigantomilax benjaminus
Gigantomilax benjaminus és una espècie de mol·lusc gasteròpode pulmonat de la família Limacidae.

## Distribució
És una espècie endèmica de Mallorca i Menorca, tot i que quan es va descriure va ser considerada exclusiva de Menorca. Fins a la descripció de l'espècie balear es creia que la distribució de les espècies del gènere Gigantomilax es limitava al Caucas i als territoris adjacents de Turquia i Iran. Es localitza en alguns barrancs del sud de Menorca i a zones boscoses poc degradades de la meitat nord de l'illa. A Mallorca s'ha trobat a cala Figuera i a costa de Canyamel.

## Descripció
La longitud oscil·la entre 21 i 27 mm amb una mitja de 24 mm. L'aspecte extern és similar a Deroceras Rafinesque, 1820, amb el dors de color gris, sense cap ornamentació, sòls amb una lleugera pigmentació a l'extrem posterior, una mica agusat. El tegument és molt prim i gairebé transparent, que permet veure la conquilla vestigial, formada per una placa (limacel·la) llisa, a l'interior de l'escut. La limacel·la és fina i un poc convexa, de color blanc translúcid, amb un petit halo membranós del mateix color.